# Kinyongia
Kinyongia – rodzaj jaszczurek z rodziny kameleonowatych (Chamaeleonidae). U samców większości gatunków występują rogowe wyrostki na nosie.

## Zasięg występowania
Rodzaj obejmuje gatunki występujące w środkowej i wschodniej Afryce (Burundi, Demokratyczna Republika Konga, Kenia, Malawi, Rwanda, Tanzania i Uganda).

## Systematyka

### Etymologia
Kinyongia: nazwa Kinyonga oznaczająca w suahili „kameleona”.

### Podział systematyczny
Takson wyodrębniony w 2006 roku z rodzaju Bradypodion. Do rodzaju należą następujące gatunki:

- Kinyongia adolfifriderici (Sternfeld, 1912)
- Kinyongia asheorum Necas, Sindaco, Korený, Kopecná, Malonza & Modrý, 2009
- Kinyongia boehmei (Lutzmann & Necas, 2002)
- Kinyongia carpenteri (Parker, 1929)
- Kinyongia excubitor (Barbour, 1911)
- Kinyongia fischeri (Reichenow, 1887)
- Kinyongia gyrolepis Greenbaum, Tolley, Joma & Kusamba, 2012
- Kinyongia itombwensis Hughes, Kusamba, Behangana & Greenbaum, 2017
- Kinyongia magomberae Menegon, Tolley, Jones, Rovero, Marshall & Tilbury, 2009
- Kinyongia matschiei (Werner, 1895)
- Kinyongia msuyae Menegon, Loader, Davenport, Howell, Tilbury, Machaga & Tolley, 2015
- Kinyongia multituberculata (Nieden, 1913)
- Kinyongia mulyai Tilbury & Tolley, 2015
- Kinyongia oxyrhina (Klaver & Böhme, 1988)
- Kinyongia rugegensis Hughes, Kusamba, Behangana & Greenbaum, 2017
- Kinyongia tavetana (Steindachner, 1891)
- Kinyongia tenuis (Matschie, 1892)
- Kinyongia tolleyae Hughes, Kusamba, Behangana & Greenbaum, 2017
- Kinyongia uluguruensis (Loveridge, 1957)
- Kinyongia uthmoelleri (Müller, 1938)
- Kinyongia vanheygeni Necas, 2009
- Kinyongia vosseleri (Nieden, 1913)
- Kinyongia xenorhina (Boulenger, 1901)